# Мордехай Маклеф
Мордехай Маклеф (івр. מרדכי מקלף; 19 січня 1920 — 22 лютого 1978) — третій начальник Генерального штабу Армії Оборони Ізраїлю, надалі генеральний директор багатьох значних ізраїльських підприємств.

## Біографія
Маклеф народився 1920 року в селі Моца (івр. ‏מוצא‏‎), біля Єрусалиму, під час британського мандату в Палестині. Його батьки були серед засновників першого сучасного села за межами Єрусалиму, розташованого вздовж дороги до Яффи. Під час арабського повстання 1929 року жителі сусіднього арабського села Колонія (англ. Kolonia) атакували будинок сім'ї Маклеф, що знаходився біля кордону села. Уся його родина була вбита. Сам Мордехай Маклеф врятувався зістрибнувши з другого поверху. У вбивстві також взяли участь пастух, найнятий сім'єю, та місцевий поліцейський, який єдиний має зброю в окрузі. Випадок вразив євреїв Палестини, і був одним з найчастіше згадуваних подій повстання. Надалі Мордехая виховували родичі з Єрусалиму та Хайфи.
Будучи підлітком, Маклеф брав активну участь у діяльності Хаган і перебував у підрозділі Уінгейта. Після початку Другої світової війни був зарахований до британської армії у званні сержанта у липні 1942 року. Взяв участь у Північноафриканській та Італійській компаніях. Після звільнення з армії в серпні 1946, у званні майора, залишився в Європі і був одним з організаторів нелегальної імміграції до Палестини, а також набував зброї для ізраїльської держави. Пізніше повертається до Палестини і знову стає членом Хагани.
Під час Арабо-ізраїльської війни (1947—1949) Маклеф бореться в бригаді «Кармелі» (англ. Carmeli Brigade) як офіцера з планування операцій, надалі — командує бригадою під час боїв біля Хайфи та Акко. Також взяв участь в Операції Хірам (англ. Operation Hiram), в якій ізраїльські підрозділи завоювали всю Галілею. Після війни очолював ізраїльську делегацію на переговорах із Ліваном та Сирією. У листопаді 1949 року стає заступником начальника генштабу І. Ядіна та головним офіцером із планування операцій армії оборони Ізраїлю. Після відставки І. Ядіна, 32-річний Маклеф погоджується обійняти посаду начальника генштабу терміном на один рік.
Протягом цього часу Ізраїль ставав метою для посилених атак палестинських фідаїнів з територій, захоплених під час війни Єгиптоми Трансіорданією, та Лівану, які тероризували прикордонні єврейські населені пункти. Після цього Маклеф призначає майора А. Шарона командиром підрозділу 101, створеного боротьби з фідаїнами. Цей підрозділ у 1953 р. увійшов до складу десантних військ.
7 грудня 1953 року, рівно один рік пробувши на посаді начальника генштабу Армії оборони Ізраїлю, Маклеф іде у відставку. Потім він починає працювати в державному секторі, де займає низку високих позицій. З 1955 по 1968 — генеральний директор компанії «Заводи Мертвого моря» («Міфалей Ям ха-Мелах», івр. ‏מפעלי ים המלח‏‎), яка розвивала фосфатну індустрію навколо Мертвого моря. Також він був генеральним директором (англ. Citrus Marketing Board) та очолював концерн «Israel Chemicals Ізраїлю».
Мордехай Маклеф помер 1978 року.